# Soyuz MS-13
Soyuz MS-13 é uma missão espacial de uma nave Soyuz e o 142º voo do programa espacial russo desde sua criação em 1967. Lançada do Cosmódromo de Baikonur em  20 de julho de 2019, transportou três integrantes das Expedições 60 e 61 para a Estação Espacial Internacional: um comandante russo, um engenheiro de voo norte-americano e outro italiano. Este deveria ser o último voo na Soyuz contratado pela NASA para seus astronautas voarem até a ISS, na expectativa de que os próximos voos ocorreriam pelo Commercial Crew Program americano, mas no começo de 2019 a NASA comprou mais dois assentos adicionais na Soyuz, devido a atrasos no programa dos EUA. A nave permaneceu em órbita até fevereiro de 2020.

## Tripulação

### Lançamento
| Posição             | Tripulante         | Duração          | Pousou na   |
| ------------------- | ------------------ | ---------------- | ----------- |
| Comandante          | Alexandr Skvortsov | 200d 16h 44m 01s | Soyuz MS-13 |
| Engenheiro de voo 1 | Luca Parmitano     | 200d 16h 44m 01s | Soyuz MS-13 |
| Engenheiro de voo 2 | Andrew Morgan      | 271d 12h 47m 50s | Soyuz MS-15 |

### Retorno
| Posição             | Tripulante         | Duração          | Pousou na   |
| ------------------- | ------------------ | ---------------- | ----------- |
| Comandante          | Alexandr Skvortsov | 200d 16h 44m 01s | Soyuz MS-13 |
| Engenheiro de voo 1 | Luca Parmitano     | 200d 16h 44m 01s | Soyuz MS-13 |
| Engenheira de voo 2 | Christina Koch     | 328d 13h 58m 13s | Soyuz MS-12 |

## Insígnia
A esférica insígnia da missão tem como imagem principal o foguete lançador Soyuz-FG com a espaçonave em seu cimo, instalados na plataforma de lançamento com a torre de serviço aberta, pronta para o lançamento da nave. A cena é circundada por silhuetas de estágios da espaçonave durante seu ciclo de vida útil para as missões até a Estação Espacial Internacional. À esquerda, a imagem da aproximação da Soyuz da ISS, representada no cimo do emblema e à direita o fim da missão, com a nave descendo de paraquedas para o pouso de retorno. Três estrelas douradas à esquerda da estação representam os três tripulantes da espaçonave. Seus nomes são escritos em vermelho no lado inferior esquerdo, enquanto ao lado está o nome da missão sob o logotipo da Roskosmos. A insígnia foi criada pelo designer holandês Luc van den Abeelen.

## Lançamento e acoplagem
A espaçonave foi lançada da Plataforma Gagarin (1/15) do Cosmódromo de Baikonur, no Casaquistão, às 16:28 UTC de 20 de julho de 2019 e após seis horas de voo em órbitas circulares ascendentes acoplou-se no módulo Zvezda da estação.  Como é rotina nestas missões espaciais, a nave que transporta os os astronautas permanece atracada no mesmo porto até o fim da missão, servindo como nave de escape de emergência. nesta missão entretanto houve um fato anormal, que causou a realocação de porto da MS-13. 
Em 26 de agosto a nave não-tripulada Soyuz MS-14, a primeira delas não-tripuladas do programa Soyuz em 33 anos, foi lançada para a ISS como nave-teste de diversas novas tecnologias instaladas, a serem usadas para integração com o novo foguete lançador em desenvolvimento pela Rússia, o  Soyuz -2. Entretanto, a 60 m do local de acoplagem no módulo Poisk, ela teve que ser abortada por uma falha no seu sistema automático Kurs de acoplagem, causada por um defeito no módulo da estação, que falhou na travagem com a ISS e a nave não foi capaz de fazer a docagem, tendo que se afastar para uma distância segura, comandada remotamente de dentro da ISS pelo comandante da Expedição, Aleksei Ovchinin. Com isso, a tripulação da MS-13 precisou realocar manualmente sua espaçonave do módulo Zvezda para o módulo Poisk, anteriormente o porto de destino da MS-14, permitindo que esta fosse docada automaticamente no Zvezda, já que este novo tipo de nave não tem a capacidade de docagem manual das naves-não tripuladas, o TORU, que permite aos astronautas a acoplarem manualmente de dentro da estação. A ultima vez que uma nave Soyuz foi realocada no espaço foi em agosto de 2015, durante a missão Soyuz TMA-16M. A MS-13 continuará docada no Poisk até o fim da missão. 

## Galeria
- Padres ortodoxos fazem a tradicional benção da missão antes do lançamento em Baikonur.
- A tripulação se despede na torre de lançamento.
- A espaçonave se aproxima da ISS.
- A MS-13 acoplada no módulo Poisk após ser realocada de seu porto original no Zvezda.